# Abigael Bohórquez
Abigael Bohórquez (Caborca, 1936 - Hermosillo, 1995) fue un poeta y dramaturgo mexicano. En su obra poética sobresalen los motivos homoeróticos, la autocompasión del yo lírico, y las reflexiones metapoéticas. Gran parte de su poesía es lúdica, lo que complejiza su estructura y la hace más atractiva. Con menor difusión, sus piezas teatrales alcanzan más de quince títulos.

## Biografía
Hijo de Sofía Bohórquez a quien hace referencia en su obra, Abigael pasó su infancia en su ciudad natal en donde realizó sus estudios de educación primaria y secundaria, donde tuvo la guía de su maestra Esther Soto, quien lo encaminó en el recorrido de la escritura, así entre 1942 y 1952 realizó estudios de educación primaria y secundaria en donde ganó varios concursos literarios.
La infancia de Abigael se describe como una niñez solitaria. Según el testimonio de Doña Amanda, B. Viuda de Mendívil, su abuela Doña Dolores, siempre resguardó a su hija, Sofía, y al niño Abigael del resto de la sociedad ya que en aquellos tiempos era muy mal visto que una mujer saliera embarazada sin estar casada.
Estudió dibujo comercial y publicitario en San Luis Río Colorado, además de arte dramático en el INBA y en el Instituto Cinematográfico de Radio y Televisión de la ANDA.
Entre los años de 1960 y principios de la década de los ochenta, Abigael colaboró en diversos periódicos y revistas de México, además de tener algunos cargos como secretario al Departamento de Extensión Universitaria de la Universidad de Sonora, maestro en la misma universidad, Jefe del Departamento de Literatura del Organismo de Promoción Internacional de Cultura de la Secretaría de Relaciones Exteriores y Director de la Sala de Arte Opic.
A principios de la década de los setenta, Abigael abandona la Ciudad de México y va a radicarse con su madre a la Villa Milpa Alta, D. F., en donde organiza grupos de teatro y poesía coral con niños campesinos. El poeta y dramaturgo vivió siempre al lado de su madre, doña Sofía Bohórquez García, quien muere en agosto de 1980, en Chalco, Estado de México.
Abigael Bohórquez además, fue promotor cultural en algunas instituciones como IMSS Distrito Federal y Hermosillo. A pesar de haber obtenido varios premios y reconocimientos, Abigael Bohorquéz no gozó de gran fama ni remuneración económica. Murió en Hermosillo, Sonora en noviembre de 1995.

## Poesía
Abigael Bohórquez vivió alejado de los grandes círculos literarios de su época, y más bien se insertó en la llamada “corriente subterránea”. Fue amigo de Efraín Huerta, Carlos Pellicer y José Revueltas, siendo también uno de los primeros escritores que habló abiertamente de su homosexualidad. Sus versos, que para muchos en su tiempo eran subversivos, son clave para comprender el devenir de la poesía en la literatura contemporánea mexicana.

Bohórquez fue también un apasionado del teatro experimental. Vivió durante mucho tiempo en el sur del país y publicó más de 18 libros de poesía y teatro. Los especialistas consideran que su obra es clave para comprender la "renovación poética" de la literatura contemporánea en México. Carlos Pellicer afirmaba que Abigael Bohórquez era el primer vate importante que da el norte. "México tiene en este joven a un poeta extraordinario". Gran ejemplo de la admiración que sentían estos grandes escritores por el poeta caborquense se puede ver en el poema que le dedica Carlos Pellicer a Abigael, al ganar este último los Juegos Florales de Campeche (1962):
Al poeta Abigael Bohórquez

Joven, toma de ti la poesía
y jura —en vano— que el amor no existe.
Lo que amorosamente no dijiste
alimenta a los pájaros del día.

Cuando la realidad es fantasía
(la noche en un salón estaba triste...)
es porque al fin, de todo lo que fuiste

se coronó de espigas tu alegría. (…)

## Valoración de su obra
Entre algunos de los concursos literarios de los que fue ganador en la época de los sesenta destacan: Libro Sonorense, Juegos Florales de varias ciudades de México, Certamen Nacional de Poesía y Cuento, Feria Regional de Milpa Alta, Premio Sor Juana Inés de la Cruz y Primer Concurso Latinoamericano XEW de poesía en la Ciudad de México. La poesía de Bohórquez se ha nombrado como un acto de desobediencia en donde destaca el símbolo de la memoria. También, como menciona la académica Ana Álvarez, la escritura de Bohórquez hace homenaje a lo cotidiano configurándolo dentro de la categoría de lo sagrado.
En relación con su producción teatral, muchas de sus obras se ubican en pueblos inhóspitos del norte de México con temas sobre sexualidad que van desde la pedofilia, crímenes pasionales entre otros.
En 1995 es homenajeado dentro de la Muestra Regional del Libro Universitario de Sonora, al cumplirse 40 años de su carrera como escritor y poeta.

## Obra
- Ensayos poéticos, edición del autor, México, 1955
- Poesía i teatro, premio El Libro Sonorense 1957, Bartolomé Costa Amic, México, 1960
- La madrugada del centauro, poema dramático, Textos de teatro de la UNAM, México, 1964
- Acta de confirmación, Revista de poesía universal Ecuador 0 0’0”, 1966
- Canción de amor y muerte por Rubén Jaramillo y otros poemas civiles, ediciones PARVA, Opic, México, 1967
- Nocturno del alquilado y la tórtola y La madrugada del centauro, teatro, Arana Editores, México, 1967
- La hoguera en el pañuelo y Caín en el espejo, teatro, Arana Editores, México, 1967
- Pájaro cascabel, col. Estuario, México, 1969
- Memorias de la Alta Milpa, Federación Editorial Mexicana, México, 1976
- Desierto mayor, Federación Editorial Mexicana, México, 1980
- Las amarras terrestres. Antología poética (1957-1995), publicado por la Universidad Autónoma Metropolitana.
- Heredad, antología provisional 1956-1978, Federación Editorial Mexicana, México, 1981; segunda edición, Instituto Sonorense de Cultura y Colegio de Sonora, 2005
- Teatro de la salud, recopilación de 22 obras breves, ediciones IMSS, 1988
- Poesía en limpio, 1979-1989, Departamento de Letras y Lingüística, Universidad de Sonora, Hermosillo, 1991
- Abigaeles, poeníñimos, premio Concurso del Libro Sonorense 1990, Instituto Sonorense de Cultura, Hermosillo, 1991
- Primera reunión de teatro breve, Ediciones conmemorativas del 500 aniversario del descubrimiento de América, Universidad Autónoma del Estado de México, Toluca, 1992
- Navegación en Yoremito, La tinta del alcatraz, col. La hoja murmurante núm. 105, Toluca, 1993; segunda edición, La Cábula, Luna Dance, Ayuntamiento de Hermosillo, Instituto Sonorense de Cultura, 2001
- Poesida, edición interinstitucional, 1996; segunda edición, editora La Voz de Sonora, Luna Dance y La Cábula, 2000; tercera edición, FORCA Noroeste, 2009